# Richard Moore (diplomate)
Pour les articles homonymes, voir Richard Moore et Moore.
Richard Peter Moore, né le 9 mai 1963 à Tripoli, en Libye, est un fonctionnaire britannique, actuellement chef du Secret Intelligence Service (MI6) et ancien directeur général des Affaires politiques, au bureau des Affaires étrangères et du Commonwealth,. Il était auparavant l'ambassadeur britannique en Turquie.

## Éducation
Moore a fréquenté le St George's College de Weybridge, une école catholique indépendante du comté de Surrey. Par la suite, il étudie les PPE au Worcester College, à Oxford, où il obtient un baccalauréat universitaire. Il remporte ensuite une bourse Kennedy (en) pour étudier à la Kennedy School of Government de l'université Harvard. En 2007, il assiste au "Stanford Executive Programme".

## Carrière
Moore a effectué le plus important de sa carrière au sein du bureau des Affaires étrangères, du Commonwealth (FCO) et au service diplomatique de Sa Majesté. Il est affecté au Vietnam en 1988, en Turquie en 1990 et de 1991 à 1992, en Iran de 1992 à 1995, au Pakistan de 1995 à 1998 et en Malaisie de 2001 à 2005 où il a assumé diverses fonctions, notamment pour les services secrets,. Il a été chef de section du groupe de politique de sécurité au FCO de 1998 à 2001 et directeur adjoint du Moyen-Orient de 2005 à 2008.
De 2008 à 2010, Moore est directeur des programmes et du changement, puis de 2010 à 2012, directeur pour l'Europe, l'Amérique latine et la mondialisation,.
La première fonction importante qu'il occupe est celle d'ambassadeur britannique en Turquie. Il occupe ce poste pendant trois ans, de 2014 à 2017,. Il passe en 2018 une courte période à travailler comme conseiller adjoint à la sécurité nationale (renseignement, sécurité et résilience), avant d'occuper le poste de directeur général des affaires politiques au sein du bureau des Affaires étrangères et du Commonwealth, de 2018 à août 2020. Le 29 juillet 2020, le ministre des Affaires étrangères, Dominic Raab, annonce officiellement que Moore deviendra le chef du Secret Intelligence Service (MI6) à l'automne 2020,,. Moore prend ce poste le 1er octobre de la même année.
Connu pour ses opinions antirusses, son arrivée à la tête du MI6 est perçue par de nombreux experts russes comme augurant une déstabilisation sur le pourtour des frontières de la Russie.
Il a été le premier membre des services secrets britanniques à utiliser ouvertement Twitter, lorsque, le 2 octobre 2020, ses tweets de son premier jour en tant que chef du MI6 ont fait la une avec leurs hashtags et émojis humoristiques,.
Son rôle dans la guerre de 2020 au Haut-Karabagh, au cours de laquelle le Royaume-Uni a soutenu l’Azerbaïdjan, a été questionné par le site d’analyse stratégique Fond Strateguitcheskoï Koultoury et par la presse russe et arménienne.

## Vie privée
Richard Moore naît à Tripoli, en Libye, le 9 mai 1963. Il est le fils de John Robert Moore et de (Norah) Patricia Moore (née Buckley). En 1985, il épouse Margaret Patricia Isabel Martin, avec qui il a un fils et une fille.
Le grand-père de Moore, Jack Buckley, a servi comme soldat de l'armée républicaine irlandaise de 1916 à 1922 à Cork, en Irlande, et a reçu une médaille du Sinn Fein pour avoir combattu la domination britannique,.
Dans son temps libre, Moore aime le golf, regarder le cricket et le rugby, lire, regarder la télévision, voyager, la randonnée, la plongée sous-marine et visiter des sites historiques,. Il parle couramment le turc.
Il est un ami de longue date du président turc Recep Tayyip Erdogan.